# (1888) Zu Chong-Zhi
(1888) Zu Chong-Zhi (1964 VO1) – planetoida z grupy pasa głównego asteroid okrążająca Słońce w ciągu 4,07 lat w średniej odległości 2,55 j.a. Odkryta 9 listopada 1964 roku.